# Icona de càrrega

Una animació throbber com la que es veu a molts llocs web quan s'està realitzant una acció de bloqueig en segon pla

Un throbber, també conegut com a icona de càrrega, és un element de control gràfic animat que s'utilitza per mostrar que un programa informàtic està realitzant una acció en segon pla (com ara baixar contingut, realitzar càlculs intensius o comunicar-se amb un dispositiu extern).  A diferència d'una barra de progrés, una pulsació no indica quant de l'acció s'ha completat.

## Història
Un ús primerenc d'un throbber es va produir al navegador web NCSA Mosaic de principis dels anys 90, que presentava un logotip de NCSA que s'animava mentre Mosaic baixava una pàgina web. Com que l'usuari encara podia interactuar amb el programa, el punter es va mantenir normal (i no un símbol ocupat, com un rellotge de sorra); per tant, el batedor va proporcionar una indicació visual que el programa estava realitzant una acció.
El navegador web Netscape també presentava un throbber. A la versió 1.0 de Netscape, això va prendre la forma d'una gran "N" blava (el logotip de Netscape en aquell moment). L'animació mostrava la "N" expandint-se i contraint-se – d'aquí el nom de "paleta".
L' IBM WebExplorer va oferir a una pàgina web l'oportunitat de canviar l'aspecte i l'animació del throbber mitjançant l'ús de codi HTML propietari.
El navegador web Arena té una opció de línia d'ordres per canviar el throbber amb un fitxer local.

## La roda giratòria

Pantalla de càrrega a l'aplicació Telegram

Els llamps també apareixen a les aplicacions del costat del client (com ara les aplicacions web Ajax ) on una aplicació dins del navegador web esperaria que es completés alguna operació. La majoria d'aquests pulsadors apareixen com una "roda que gira", que normalment consisteix en 8, 10 o 12 línies o discos parcialment radials disposats en cercle, com si es trobés en una cara d'un rellotge, ressaltats al seu torn com si una ona es mogués en el sentit de les agulles del rellotge al voltant del cercle.
A les interfícies d'usuari de text i les línies d'ordres, la roda giratòria se substitueix habitualment per un caràcter d'amplada fixa que es fa circular per estats discrets, com ara " | ", " / ", " - " i " \ ", que actuen com a fotogrames d'un efecte d'animació en bucle. A diferència dels indicadors gràfics d'activitat, aquest estil de pulsació es combina habitualment amb una pantalla de progrés com una barra, ja que la resolució efectiva més baixa de les barres de progrés basades en caràcters es pot beneficiar d'una indicació d'activitat independent. Sovint, el girador es mostra a la posició del cursor d'escriure o a prop de la seva posició, llavors s'anomena "cursor giratori" o "cursor giratori". Aquest estil de throbber data de les versions d'UNIX que van aparèixer a finals dels anys setanta i de les utilitats DR-DOS a la dècada de 1980, ja que requereix almenys una pantalla adreçable a cel·les de caràcters, és a dir, una que es pugui actualitzar ràpidament per fer canvis precisos al text que ja es mostra, però atès que és senzill de programar.